# موسى إسرائيل
موسى إسرائيل (توفي عام 1802)  شغل منصب الحاخام الأكبر للإسكندرية من عام 1784 إلى عام 1802، وعُين حاخامًا أكبر للقاهرة عام 1801.  كان عضوًا في عائلة إسرائيل، التي أنتجت حاخامات أكبر لما يقرب من مائة عام، من حوالي عام 1730 إلى عام 1830.  كان والده حاييم إبراهيم إسرائيل وعمه روبين إلياهو إسرائيل قد ترأسا أيضًا حاخامات القاهرة والإسكندرية قبل عدة سنوات.  في ذلك الوقت، لم يكن لدى يهود مصر أي منظمة على مستوى البلاد. امتدت سلطة الحاخامية الكبرى للقاهرة إلى المجتمعات اليهودية في بورسعيد والمنصورة وبنها وميت غمر ، بينما كانت طنطا ودمنهور وكفر الزيات تحت سلطة الحاخامية الكبرى للإسكندرية.